# Lowland Football League
Scottish Lowland Football League (hay còn có tên là Lowland League) là một giải đấu bóng đá diễn ra ở miền Nam và miền Trung Scotland. 16 đội bóng hiện tại thi đấu với các đội bóng từ vùng Scottish Lowlands của Scotland. Kể từ năm 2015, giải đấu có tên là Ferrari Packaging Lowland League vì lý do tài trợ.
Khởi đầu với mùa giải 2014–15, việc thăng hạng Scottish Professional Football League thông qua trận đấu play-off hằng năm với đội vô địch của Highland Football League, đội thắng sẽ đá play-off với đội xếp cuối của League Two.
Ngoài ra, đội đứng cuối sẽ bị xuống hạng East of Scotland Football League hoặc South of Scotland Football League 2015–16 phụ thuộc vào vị trí địa lý. Vì vậy, giải đấu hiện tại nằm ở Cấp độ 5 trong Hệ thống các giải bóng đá ở Scotland, ngang hàng với Highland League và xếp trên các giải đấu địa phương của Lowland.
Bởi vì góp phần sáng lập Hiệp hội bóng đá Scotland, Lowland League là thành viên chính thức của tổ chức.

## Lịch sử
Lowland League được thành lập nhờ sự bầu chọn nhất trí của các thành viên Hiệp hội bóng đá Scotland (SFA) vào ngày 11 tháng 6 năm 2013,, và có thời gian dự định một hệ thống bóng đá có sự lên xuống hạng từ các hạng đấu chuyên nghiệp Scotland đến các cấp độ giải trẻ và nghiệp dư. Giải đấu gồm các đội bóng đến từ South of Scotland, East of Scotland và giải đấu trẻ, gặp nhau vào ngày 17 tháng 6 năm 2013 để bầu chọn giữa họ ra những thành viên sáng lập giải đấu mới.
Trong khi hầu hết các câu lạc bộ được mời để nộp đơn gia nhập, Preston Athletic, Spartans và Threave Rovers được tự động lựa chọn vì họ đã đăng ký đầy đủ với SFA. Trong 27 câu lạc bộ quan tâm, Lowland League nhận được 17 đơn đăng ký gia nhập. Sau cuộc họp ngày 17 tháng Sáu, thông báo được đưa ra là sẽ có 12 đội bóng trong giải đấu, và đó là Dalbeattie Star, East Kilbride, Edinburgh City, Gala Fairydean Rovers, Gretna 2008, Preston Athletic, Selkirk, Spartans, Stirling University, Threave Rovers, Vale of Leithen & Whitehill Welfare.
Các mùa giải sau đó chứng kiến sự tăng số đội bóng tham gia. Hai đội bóng Edinburgh University và BSC Glasgow, được chấp nhận gia nhập thi đấu mùa giải 2014–15. Mùa giải sau đó Cumbernauld Colts được tham gia. Civil Service Strollers và Hawick Royal Albert gia nhập giải vào tháng 6 năm 2016.
Mùa giải 2016-17 là lần đầu tiên các đội bóng sáng lập rời giải đấu. Edinburgh City trở thành đội đầu tiên được thăng hạng Scottish League, trong khi Threave Rovers từ chối cơ hội gia nhập lại giải sau khi đứng cuối và xuống chơi ở South of Scotland Football League. Cùng trong mùa giải cũng chứng kiến đội đầu tiên xuống hạng từ Scottish League Two – East Stirlingshire.

## Câu lạc bộ thành viên
| Đội bóng                | Vị trí        | Sân vận động           | Sức chứa | Chỗ ngồi | Dàn đèn    |
| ----------------------- | ------------- | ---------------------- | -------- | -------- | ---------- |
| BSC Glasgow             | Alloa         | Recreation Park        | 3,100    | 919      | Có         |
| Civil Service Strollers | Edinburgh     | Christie Gillies Park  | 1,569    | 100      | Không      |
| Cumbernauld Colts       | Cumbernauld   | Broadwood Stadium      | 7,936    | 7,936    | Có         |
| Dalbeattie Star         | Dalbeattie    | Islecroft Stadium      | 4,000    | 250      | Không      |
| East Kilbride           | East Kilbride | K Park                 | 660      | 400      | Có         |
| East Stirlingshire      | Stenhousemuir | Ochilview Park         | 3,746    | 626      | Có         |
| Edinburgh University    | Edinburgh     | New Peffermill Stadium | 1,100    | 100      | Có         |
| Gala Fairydean Rovers   | Galashiels    | 3G Arena, Netherdale   | 5,500    | 495      | Có         |
| Gretna 2008             | Gretna        | Raydale Park           | 3,000    | 1,318    | Có         |
| Hawick Royal Albert     | Hawick        | Albert Park            | 1,000    | 500      | Có         |
| Preston Athletic        | Prestonpans   | Pennypit Park          | 4,000    | 313      | Có         |
| Selkirk                 | Selkirk       | Yarrow Park            | 1,000    | 100      | Sắp sửa có |
| Spartans                | Edinburgh     | Ainslie Park           | 3,000    | 504      | Có         |
| Stirling University     | Falkirk       | Falkirk Stadium        | 8,750    | 8,750    | Có         |
| Vale of Leithen         | Innerleithen  | Victoria Park          | 1,500    | 0        | Không      |
| Whitehill Welfare       | Rosewell      | Ferguson Park          | 4,000    | 150      | Không      |

## Đội vô địch
| Mùa giải | Vô địch         | Á quân              |
| -------- | --------------- | ------------------- |
| 2013–14  | Spartans        | Stirling University |
| 2014–15  | Edinburgh City  | East Kilbride       |
| 2015–16  | Edinburgh City* | Spartans            |
| 2016–17  | East Kilbride   | Spartans            |
| 2017–18  | Spartans        | East Kilbride       |
| 2018–19  |                 |                     |

* Đội thăng hạng Scottish League Two.

## Lowland League Cup
| Mùa giải | Vô địch             | Tỉ số                 | Á quân           |   |
| -------- | ------------------- | --------------------- | ---------------- | - |
| 2013–14  | Stirling University | 5–2                   | Preston Athletic | * |
| 2014–15  | East Kilbride       | 3–1                   | Gretna 2008      |   |
| 2015–16  | East Kilbride       | 0–0 4–2 sút luân lưu. | Gretna 2008      | * |
| 2016–17  | Spartans            | 3–0                   | BSC Glasgow      |   |
| 2017–18  | Cumbernauld Colts   | 3–1                   | Selkirk          |   |

## Tài trợ
Ngày 24 tháng 9 năm 2013, tờ báo Scottish Sun được tiết lộ là nhà tài trợ đầu tiên của giải đấu. Kể từ năm 2015, giải đấu tài trợ bởi Ferrari Packaging theo hợp đồng có thời hạn 2 năm.